# Anne Bugge-Paulsen
Anne Bugge-Paulsen (* 29. Juni 1979) ist eine ehemalige norwegische Fußballspielerin und EM-Teilnehmerin. Mit der Nationalmannschaft wurde sie im Jahr 2000 Olympiasiegerin.

## Karriere

### Vereine
Bugge-Paulsen spielte im Seniorinnenbereich ausschließlich für den in Bergen in der Provinz Vestland ansässigen Bjørnar Idrettslag (ab 2001 die Frauenfußballmannschaft von Arna-Bjørnar). In acht Spielzeiten (außer 2005) kam sie in 123 Punktspielen zum Einsatz, in denen sie 20 Tore erzielte. Ihr Debüt gab sie am 26. April 1998 beim 2:2-Unentschieden im Auswärtsspiel gegen die IF Fløya. Ihr erstes Tor gelang ihr am 19. September 1998 beim 3:1-Sieg im Heimspiel gegen den Klepp IL mit dem Treffer zum 2:1 in der 65. Minute.

### Nationalmannschaft
Ihr Debüt als Nationalspielerin für den NFF gab sie – als Spielführerin – für die U16-Nationalmannschaft, die sich am 8. Mai 1995 in Sandnes im Freundschaftsspiel torlos von der U16-Nationalmannschaft Dänemarks trennte. Am 20. Juli 1995 erzielte sie in ihrem dritten Länderspiel beim 6:0-Sieg im Freundschaftsspiel gegen die U16-Nationalmannschaft Islands in Sunndalsøra mit dem Treffer zum 1:0 in der sechsten Minute ihr erstes Länderspieltor.
Vom 4. August bis zum 25. September 1997 bestritt sie für die U20-Nationalmannschaft ebenfalls sechs Länderspiele (4 S, 1 U, 1 N), in denen ihr ebenfalls ein Tor gelang. Dieses erzielte sie am 24. September 1997 in Falun beim 4:0-Sieg im Freundschaftsspiel gegen die U20-Nationalmannschaft Italiens mit dem Treffer zum 3:0 in der 80. Minute.
Für die U21-Nationalmannschaft bestritt sie mit zwölf Einsätzen die meisten Länderspiele, blieb in diesen jedoch ohne Torerfolg. Ihr erstes in dieser Altersklasse hatte sie am 3. August 1998 in Hoogezand beim 7:1-Sieg im Freundschaftsspiel gegen die U21-Nationalmannschaft der Niederlande; ihr letztes am 9. September 2000 in Sarpsborg beim 3:1-Sieg im Freundschaftsspiel gegen die U21-Nationalmannschaft Schwedens.
Für die A-Nationalmannschaft bestritt sie neun Länderspiele. Ihr Debüt gelang mit einem 6:0-Sieg in einem in Freundschaft ausgetragenen Länderspiel gegen die Nationalmannschaft Frankreichs am 24. September 1998 in Moss vollends. Sie gehörte dem Kader für das olympische Fußballturnier 2000 an, wurde in diesem jedoch nicht eingesetzt.
Ohne ein weiteres A-Länderspiel – auch nicht in der EM-Qualifikation – gehörte sie dennoch zum Kader für die vom 23. Juni bis zum 7. Juli 2001 in Deutschland ausgetragene Europameisterschaft. Sie wurde im ersten und dritten Spiel der Gruppe B sowie im Halbfinale gegen die Nationalmannschaft Deutschlands eingesetzt. Mit der knappen 0:1-Niederlage am 4. Juli im Ulmer Donaustadion wurde der Einzug ins Finale verpasst. Ihre folgenden drei A-Länderspiele waren die ersten drei in der WM-Qualifikationsgruppe 1, die allesamt und ohne Gegentor gewonnen wurden (4:0 vs. Ukraine am 8. September 2001 in Lillestrøm, 5:0 vs. Tschechien am 11. September 2001 in Kongsvinger, 3:0 vs. Frankreich am 13. Oktober in Cannes). Mit zwei Siegen am 23. und 25. Januar 2002 in Guangzhou mit 1:0 gegen die US-amerikanische Nationalmannschaft und mit 3:0 gegen die Nationalmannschaft Chinas, in ihren letzten beiden A-Länderspieleinsätzen wurde die zweite Ausspielung des Vier-Nationen-Turnier in China gewonnen; daran änderte auch die im letzten Spiel mit 1:3 erlittene Niederlage gegen die Nationalmannschaft Deutschlands nichts mehr.

## Erfolge
Nationalmannschaft
- Olympische Goldmedaille 2000 (ohne Turniereinsatz)
- Halbfinalistin Europameisterschaft 2001
- Vier-Nationen-Turnier-Siegerin: 2002

Arna-Bjørnar
- Norwegische Pokal-Finalistin: 2000, 2002